# Theloderma truongsonense
Theloderma truongsonense es una especie de anfibio anuro de la familia Rhacophoridae.

## Distribución geográfica
Esta especie es endémica de las montañas del centro de Vietnam. Se encuentra entre los 300 y 1300 m sobre el nivel del mar en las provincias de Thừa Thiên-Huế y Quảng Trị y Đà Nẵng.

## Publicación original
- Orlov & Ho, 2005: A new species of Philautus from Vietnam (Anura: Rhacophoridae). Russian Journal of Herpetology, vol. 12, p. 135-142.[4]